# 조치원교동초등학교
조치원교동초등학교는 대한민국 세종특별자치시가 교육기본법에 따라 설치한 초등학교이다.

## 학교 연혁
- 1906년 조치원심상고등소학교로 개교
- 1945년 10월 5일 조치원길야공립국민학교(일본인 심상소학교 인수)
- 1949년 12월 31일 조치원교동국민학교로 개칭
- 1972년 3월 1일 조치원신봉국민학교 12학급 분리
- 1996년 3월 1일 조치원교동초등학교로 개칭
- 2013년 12월 16일 2013 예술교육 선도학교, 방과후 학교 우수교 교육감 표창
- 2014년 12월 30일 2014 학교폭력 우수학교 교육감 표창
- 2015년 12월 31일 2015년 교원능력개발평가제 우수학교 교육부장관 표창
- 2016년 12월 31일 2016학년도 다문화 예비학교 운영
- 2018년 1월 12일 제73회 졸업장 수여식(42명, 총 11,132명)
- 2018년 3월 1일 16학급 편성(특수 2학급, 한국어 예비 1학급 포함)

## 참고 자료
- 조치원교동초등학교 - 한국교육학술정보원 학교알리미